# Močići
Močići is een plaats in de gemeente Konavle in de Kroatische provincie Dubrovnik-Neretva. De plaats telt inwoners (2001).